# 3e division d'infanterie bavaroise
Pour les articles homonymes, voir 3e division.
La 3e division d'infanterie bavaroise est une unité de l'armée bavaroise rattachée à l'armée allemande qui participe à la guerre franco allemande de 1870 et à la Première Guerre mondiale. Au déclenchement de ce conflit, elle forme avec la 4e division d'infanterie bavaroise le IIe corps d'armée bavarois. La 3e division d'infanterie bavaroise combat en Lorraine à Morhange, Charmes et autour de Nancy avant d'être transférée dans la Somme où elle combat vers Albert. Au cours de l'automne, la division est envoyée dans les Flandres et participe aux combats autour d'Ypres.
En 1915, la 3e division d'infanterie bavaroise est employée en Artois durant le printemps et l'automne. En 1916, elle combat lors de la bataille de la Somme. En 1917, la division combat successivement vers Arras et Messines. En 1918, elle est stationnée dans la Somme et participe aux tentatives de percée allemande du mois de juin sur le Matz, puis aux combats défensifs dans la même région. Au cours de l'automne 1918, la division est transférée en Lorraine où elle combat jusqu'à la fin du conflit. Après la signature de l'armistice, elle est transférée en Allemagne et dissoute au cours de l'année 1919.

## Guerre austro prussienne de 1866 et guerre franco allemande de 1870

### Composition
- 5e brigade d'infanterie bavaroise

6e régiment d'infanterie bavarois
7e régiment d'infanterie bavarois
8e bataillon de jäger bavarois
- 6e brigade d'infanterie bavaroise

14e régiment d'infanterie bavarois
15e régiment d'infanterie bavarois
3e bataillon de jäger bavarois
- 3e brigade de cavalerie bavaroise

1er régiment de chevau-légers bavarois
6e régiment de chevau-légers bavarois
2e régiment d'uhlans royal bavarois (de)

### Historique
Au cours de la guerre austro prussienne de 1866, l'armée bavaroise est alliée à l'empire d'Autriche et combat les troupes prussiennes. Lors de la guerre franco allemande de 1870, l'armée bavaroise est associée à l'armée prussienne et combat les troupes françaises. La 3e division d'infanterie bavaroise est engagée dans les batailles de Frœschwiller-Wœrth, de Sedan et participe au siège de Paris.

## Première Guerre mondiale

### Composition

#### Temps de paix, début 1914
- 5e brigade d'infanterie royale bavaroise (de) (Zweibrücken)

22e régiment d'infanterie royal bavarois (de) (Zweibrücken), (Sarreguemines)
23e régiment d'infanterie royal bavarois (de) (Landau in der Pfalz), (Germersheim)
- 6e brigade d'infanterie royale bavaroise (de) (Landau in der Pfalz)

17e régiment d'infanterie royal bavarois (de) (Germersheim)
18e régiment d'infanterie royal bavarois (de) (Landau in der Pfalz)
- 3e brigade de cavalerie royale bavaroise (de) (Dieuze)

3e régiment de chevau-légers royal bavarois (de) (Dieuze)
5e régiment de chevau-légers royal bavarois (de) (Sarreguemines)
- 3e brigade d'artillerie de campagne royale bavaroise (de) (Landau in der Pfalz)

5e régiment d'artillerie de campagne royal bavarois (de) (Landau in der Pfalz)
12e régiment d'artillerie de campagne royal bavarois (de) (Landau in der Pfalz)

#### Composition à la mobilisation - 1915
- 5e brigade d'infanterie bavaroise

22e régiment d'infanterie bavarois « Guillaume Ier Hohenzollern »
23e régiment d'infanterie bavarois « roi Ferdinand de Bulgarie »
- 6e brigade d'infanterie bavaroise

17e régiment d'infanterie bavarois « Orff »
18e régiment d'infanterie bavarois « prince Ludovic Ferdinand »
- 3e brigade d'artillerie de campagne bavaroise

5e régiment d'artillerie de campagne bavarois « roi Alphonse XIII d'Espagne »
12e régiment d'artillerie de campagne bavarois
- 3e régiment de chevau-légers bavarois « duc Charles Théodore »
- 1re et 3e compagnies du 2e bataillon de pionniers bavarois

#### 1916
- 6e brigade d'infanterie bavaroise

17e régiment d'infanterie bavarois « Orff »
18e régiment d'infanterie bavarois « prince Ludovic Ferdinand »
23e régiment d'infanterie bavarois « roi Ferdinand de Bulgarie »
- 3e brigade d'artillerie de campagne bavaroise

5e régiment d'artillerie de campagne bavarois « roi Alphonse XIII d'Espagne »
12e régiment d'artillerie de campagne bavarois
- 3 escadrons du 3e régiment de chevau-légers bavarois « duc Charles Théodore »
- 5e et 7e compagnies du 2e bataillon de pionniers bavarois

#### 1917
- 6e brigade d'infanterie bavaroise

17e régiment d'infanterie bavarois « Orff »
18e régiment d'infanterie bavarois « prince Ludovic Ferdinand »
23e régiment d'infanterie bavarois « roi Ferdinand de Bulgarie »
- 3e commandement d'artillerie divisionnaire bavarois

12e régiment d'artillerie de campagne bavarois
- 4e escadron du 3e régiment de chevau-légers bavarois « duc Charles Théodore »
- 5e et 7e compagnies du 2e bataillon de pionniers bavarois

#### 1918
- 6e brigade d'infanterie bavaroise

17e régiment d'infanterie bavarois « Orff »
18e régiment d'infanterie bavarois « prince Ludovic Ferdinand »
23e régiment d'infanterie bavarois « roi Ferdinand de Bulgarie »
- 3e commandement d'artillerie divisionnaire bavarois

12e régiment d'artillerie de campagne bavarois
- 4e escadron du 3e régiment de chevau-légers bavarois « duc Charles Théodore »
- 5e et 7e compagnies du 2e bataillon de pionniers bavarois

### Historique
Au déclenchement de la Première Guerre mondiale, la 3e division d'infanterie bavaroise forme avec la 4e division d'infanterie bavaroise le 2e corps d'armée bavarois rattaché à la VIe armée allemande.

#### 1914
- 2 - 10 août : arrivée en train de la division en provenance de la Bavière le 8 août à Faulquemont, puis mouvement le 10 août Château-Salins.
- 11 - 22 août : attente des troupes françaises sur des positions préparées ; engagée dans la bataille de Morhange, puis franchissement de la frontière avec la France et poursuite des troupes françaises.
- 22 août - 14 septembre : engagée à partir du 24 août dans la bataille de la trouée de Charmes où les troupes allemandes sont stoppées. À partir du 4 septembre, la division est engagée dans la bataille du Grand-Couronné progression vers Gerbéviller, puis retrait à partir du 13 septembre.
- 14 - 23 septembre : mouvement vers Metz, puis transport par V.F. dans la région de Péronne.
- 24 septembre - 25 octobre : engagée dans la bataille d'Albert. Puis occupation d'un secteur dans la région de Péronne.

7 - 10 octobre : combats à l'ouest de Saint-Quentin.
- 26 octobre - 24 novembre : retrait du front, mouvement vers les Flandres, engagée dans la bataille d'Ypres.
- 25 novembre 1914 - 8 mai 1915 : occupation d'un secteur sur le front du saillant d'Ypres entre le canal d'Ypres à Comines et la Douve.

avril : le 22e régiment d'infanterie bavarois est transféré à la 11e division d'infanterie bavaroise nouvellement formée.

#### 1915
- 9 mai - 23 juillet : retrait du front, mouvement vers Arras, engagée dans la bataille de l'Artois, puis organisation défensive du front.
- 23 juillet - 24 septembre : retrait du front, puis occupation d'un secteur sur la face sud du saillant d'Ypres.
- 25 septembre - 13 octobre : engagée dans la bataille de l'Artois.
- 14 octobre 1915 - 24 août 1916 : organisation et occupation d'un secteur dans la région de Loos-en-Gohelle et d'Auchy-les-Mines, nombreuses actions locales, guerre de mines.

avril 1916 : attaque allemande par gaz sur le front de la division, sans avancées notables.

#### 1916
- 24 août - 27 septembre : retrait du front, mouvement vers la Somme. Engagée dans la bataille de la Somme, combats dans la région de Martinpuich et de Bazentin-le-Petit[n 1]. Retrait du front le 15 septembre, repos en arrière du front.
- 28 septembre 1916 - 20 mars 1917 : mouvement vers Lille, occupation d'un secteur entre la Douve et la ligne de chemin de fer entre Lille et Armentières.

#### 1917
- 21 mars - 9 avril : retrait du front, repos ; mise en réserve de l'OHL.
- 9 - 25 avril : engagée dans la bataille d'Arras, effectue deux contre-attaques avec de fortes pertes sur Monchy-le-Preux ; la division subit une contre-attaque française le 23 avril.
- 25 avril - 5 juin : retrait du front, reconstitution et repos dans la région de Roubaix.
- 5 - 8 juin : relève de la 40e division d'infanterie dans la région de Messines[2]. Engagée dans la bataille de Messines, perte du village de Messines, la division subit de fortes pertes[n 2].
- 8 juin - 18 juillet : retrait du front, transport en Lorraine par V.F. ; repos et reconstitution dans la région de Conflans. Mise en réserve de l'OHL.
- 18 juillet - 9 octobre : occupation d'un secteur dans la région de Château-Salins[n 3] ; alternance d'occupation d'un secteur du front et d'instruction.
- 10 octobre 1917 - 1er janvier 1918 : retrait du front, mouvement vers l'ouest. Occupation à partir du 28 octobre d'un secteur au nord de Braye-en-Laonnois.

#### 1918
- 1er janvier - 1er février : retrait du front, repos dans la région de Chimay et de Fourmies.
- 1er février - 28 mars : relève de la 47e division de réserve[3] dans la région de Septvaux.
- 28 mars - 2 avril : retrait du front, mise en seconde ligne en réserve du VIIIe corps de réserve dans la région de Chauny et de La Fère.
- 2 avril - 25 mai : occupation, entrecoupée de période de repos en arrière du front, d'un secteur au nord du Plémont et de Lassigny. Le 2 avril, relève de la 7e division de réserve[3], puis période de repos.

11 avril : relève de la 1re division d'infanterie bavaroise.
- 25 mai - 15 juin : engagée dans la bataille du Matz, la division soutien l'action de la 3e division de réserve[3].
- 15 - 30 juin : la division est placée au repos en seconde ligne.
- 30 juin - 15 août : en ligne dans la région de Montdidier et de Roye-sur-Matz, à partir du 8 août la division est contrainte d'entamer un repli défensif devant la pression des troupes alliées.
- 15 août - 7 octobre : retrait du front, déplacement au cours du mois de septembre en Lorraine.
- 7 octobre - 11 novembre : en ligne en Woëvre, la division occupe un secteur du front dans la région de Manheulles. Après la signature de l'armistice, la division est transportée en Allemagne où elle est dissoute au cours de l'année 1919.

## Chefs de corps
| Grade           | Nom                                              | Date                              |
| --------------- | ------------------------------------------------ | --------------------------------- |
| Generalleutnant | Friedrich Wilhelm Walther von Walderstötten (de) | 8 janvier 1869 - 30 avril 1873    |
| Generalleutnant | Hugo von Diehl (de)                              | 1er mai 1873 - 23 juillet 1878    |
| Generalleutnant | Karl von Weinrich (de)                           | 24 juillet 1878 - 19 mars 1884    |
| Generalleutnant | Maximilian von Heckel (de)                       | 20 mars 1884 - 5 mars 1887        |
| Generalleutnant | Otto von Parseval (de)                           | 6 mars 1887 - 8 mai 1890          |
| Generalleutnant | Karl von Hoffmann                                | 9 mai 1890 - 20 mai 1893          |
| Generalleutnant | Maximilian Karl Ernst Kühlmann                   | 21 mai 1893 - 8 novembre 1895     |
| Generalleutnant | Hermann von Haag (de)                            | 9 novembre 1895 - 31 mars 1901    |
| Generalleutnant | Ludwig von Grauvogl                              | 1er avril 1901 - 4 août 1902      |
| Generalleutnant | Oskar von Rittmann                               | 5 août 1902 - 9 avril 1905        |
| Generalleutnant | Friedrich von Lobenhoffer (de)                   | 10 avril 1905 - 19 décembre 1909  |
| Generalleutnant | Friedrich Kreß von Kressenstein (de)             | 20 décembre 1909 - 13 mars 1913   |
| Generalleutnant | Otto von Breitkopf (de)                          | 14 mars 1913 - 6 mars 1915        |
| Generalleutnant | Karl von Wenninger                               | 6 mars 1915 - 5 juin 1917         |
| Generalleutnant | Hugo von Huller (de)                             | 6 juin 1917 - 9 janvier 1918      |
| Generalmajor    | Karl von Schoch (de)                             | 10 janvier 1918 - 29 janvier 1919 |